# Contea di Macon (Tennessee)
La contea di Macon in inglese Macon County è una contea dello Stato del Tennessee, negli Stati Uniti. La popolazione al censimento del 2000 era di 20 386 abitanti. Il capoluogo di contea è Lafayette.